# Synagogue de Neuwiller-les-Saverne
Cette synagogue n'est plus un lieu de culte. elle est exploitée actuellement par un menuisier.

## Localisation
Ce bâtiment est situé au 5 faubourg du Maréchal Clarke à Neuwiller-les-Saverne.

## Historique

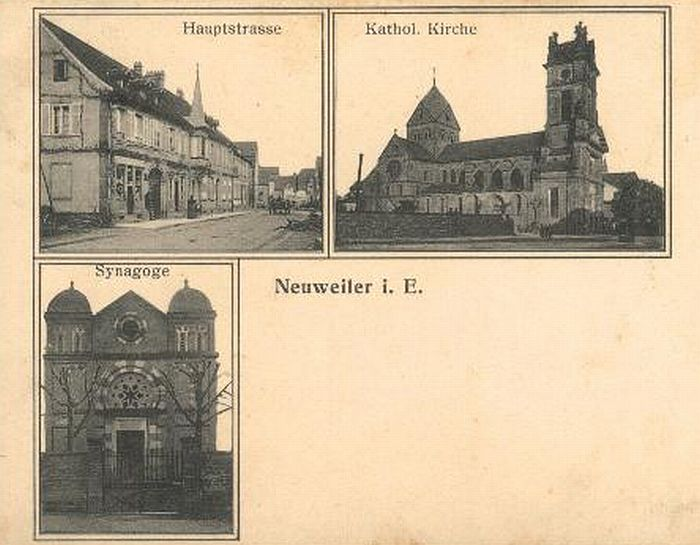
En bas, la synagogue de Neuwiller-lès-Saverne

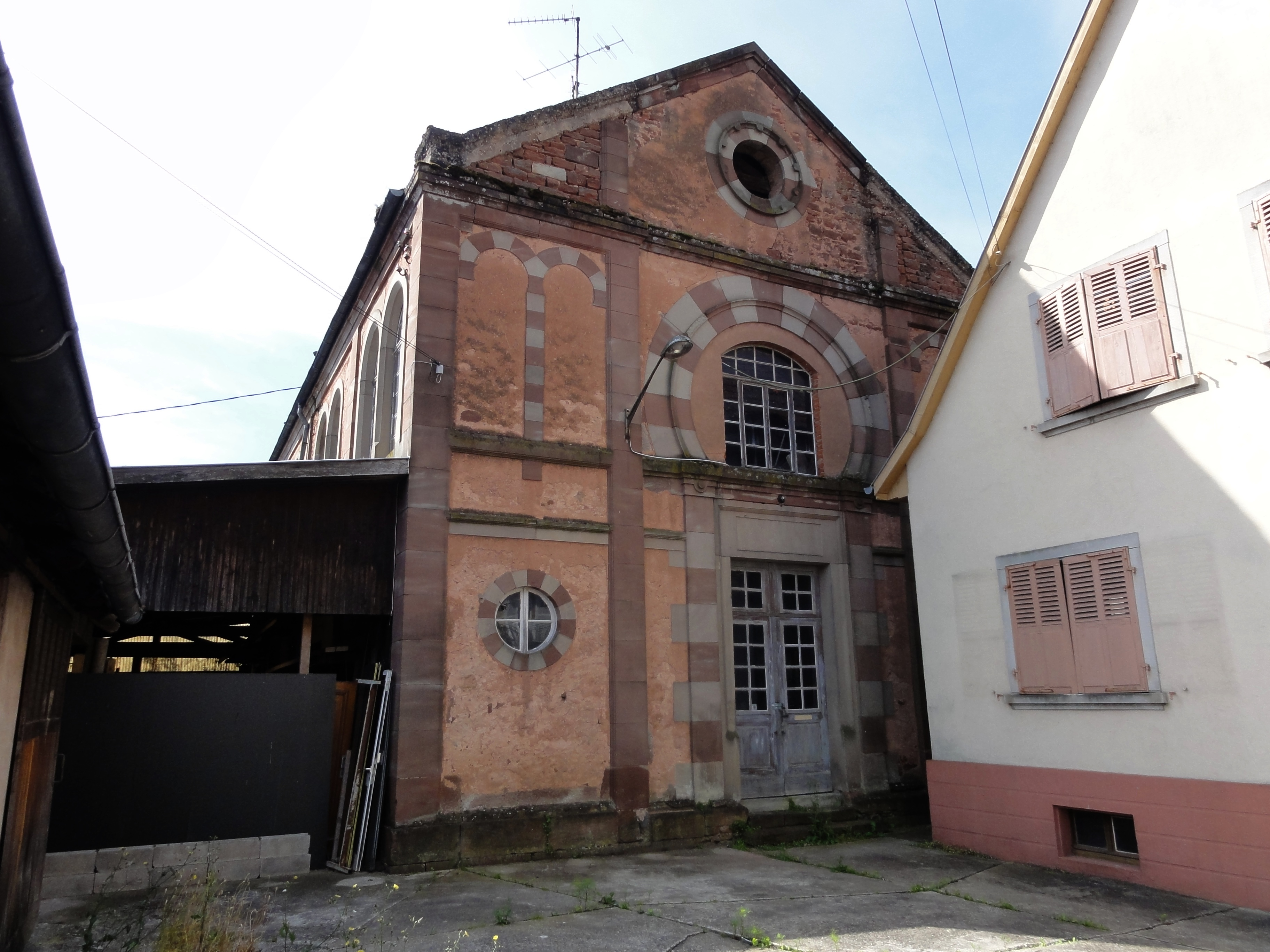
Vue de 2015

La communauté juive implantée à Neuwiller depuis le 16e siècle n'est plus représentée. 
Une synagogue existait déjà au début du XVIIIe siècle, située rue du Général-Leclerc, où elle a disparu en 1952. 
Une nouvelle synagogue a été construite en 1875 par l'architecte de l'arrondissement, Louis Furst, maître d'oeuvre pour de nombreuses constructions. 
il reste, comme l'a relevé l'Association Patrimoine de Neuwiller-lès-Saverne, une vingtaine de maisons ayant appartenu à des propriétaires juifs qui, selon la tradition religieuse, ont gravé sur le montant droit de la porte d’entrée une encoche destinée à recevoir un petit bout de parchemin portant une inscription de la Torah.

## Cimetière juif
Il existe à Neuwiller-les-Saverne, cas unique en Alsace, un cimetière sans stèles funéraires,,,.
il reste quelques pierres tombales anciennes le long du mur d’enceinte et une série d’inscriptions gravées sur le même mur d’enceinte, un peu plus haut, derrière le foyer protestant St Jean.

## Architecture
D'après l'inventaire de 1843, elle a été réparée et agrandie. 
C'est un bâtiment de plan rectangulaire, de style néo-roman, et une influence orientalisante, dont les deux tours en forme de bulbe (supprimées dans les années 50) témoignaient très clairement. 
Les élévations latérales sont ajourées de quatre travées de fenêtres géminées, en plein cintre, les pignons comportent un oculus et conservent le chambranle d'une grande baie en arc outrepassé, rappelant la rose des églises chrétiennes, qui surmontait la porte d'entrée et l'aron.